# Budapests 7:e distrikt
Budapests 7:e distrikt är en del av huvudstaden Budapest i Ungern. Antalet invånare är 62 530.